# Lilium kesselringianum
Lilium kesselringianum ist eine Art aus der Gattung der Lilien (Lilium) in der Candidum-Sektion innerhalb der Familie der Liliengewächse (Liliaceae).

## Beschreibung
Lilium kesselringianum ist eine mehrjährige, krautige Pflanze, die Wuchshöhen von 70 bis 175 cm erreicht. Dieser Geophyt bildet eine Zwiebel mit einem Durchmesser von 8 bis 10 Zentimetern.
Die spiralförmig um den borstigen Stängel verteilten Laubblätter sind schlank lanzettförmig, 9 bis 13 cm lang und rund 10 Millimeter breit; Nervatur und Rand sind auf der Unterseite leicht borstig.
Die Pflanzen blühen von Juni bis Juli mit 5 bis 20 trompeten- bis tiaraförmigen nickenden Blüten. Die 10 bis 15 cm langen Blüten sind weit geöffnet und duften stark, der Durchmesser einer einzelnen Blüte beträgt 9 bis 14 cm. Die Grundfarbe der Blüten ist blassgelb, am Ansatz grünlich überhaucht, mit kleinen violetten Punkten im Schlund. Die sechs, gleichgeformten Blütenhüllblättern (Tepalen) sind zurückgebogenen und linear-lanzettlichen. Die 4 bis 5 cm langen Staubfäden sind am Grund der Blüte zu einer, den 1,5 bis 2 cm langen Fruchtknoten umgebenden, Röhre verwachsen. Der Griffel ist 28 bis 40 Millimeter lang. Die 7 bis 11 Millimeter langen Staubblätter (Antheren) sind pink bis rotbraun, der Pollen ist gelb bis braun.
Der Samen keimt verzögert-hypogäisch.

## Verbreitung
Lilium kesselringianum ist im Kaukasusgebiet, in Georgien und der Nordosttürkei zu finden.

## Taxonomie und Systematik
Lilium kesselringianum wurde 1914 von Pawel Iwanowitsch Mischtschenko in Trudy Byuro Prikl. Bot. (Bull. Angewandte Bot.) Band 7, Seite 251 erstbeschrieben.
Lilium kesselringianum ist eine nahe Verwandte von Lilium szovitsianum und der Krim-Lilie.